# Культуркампф
Культурка́мпф (нім. Kulturkampf — «боротьба за культуру») — назва, якою зазвичай окреслюють події в Німецькій імперії в 1871–1878 роках, коли канцлер Отто фон Бісмарк намагався зменшити вплив католицької церкви в країні. Іноді термін можуть використовувати щодо культурних та звичаєвих конфліктів в інших країнах і в інші часи.
Панівне становище в німецькій імперії займала Пруссія, яка була протестантською країною. Бісмарк розглядав приєднання до імперії південно-німецьких католицьких країв (особливо Баварії) як джерело потенційної нестабільності. Іншою причиною було суперництво німецької імперії з виразно католицькою Австро-Угорщиною.
Першим серйозним кроком у цьому напрямку було вигнання (1872) з Німеччини ордена єзуїтів, за визначенням німецького Райхстагу; потім слідували «Травневі закони» (11, 12 і 13 травня 1873), котрими встановлювався строгий контроль держави над школами, призначеннями на церковні посади, відносинами між духовенством і паствою. Органами нагляду, крім загальних поліцейських установ, з обер-президентами та міністром на чолі, був спеціальний державний суд для церковних справ. Новим законам було підпорядковане не тільки католицьке, але і євангельське духовенство, проте лише католики, що страждали від цієї політики більше, розпочали боротьбу проти них.
Після низки протестів з боку католицьких єпископів, що обійшлися їм у багато років в'язниці і у багато тисяч марок штрафів, Папа, енциклікою від 5 лютого 1875 р., оголосив закони такими, що не мають сили; переслідуваним єпископам він, в тій чи іншій формі, висловив своє благовоління (архієпископа познанського Мечислава Ледуховського, засудженого у 1874 до 2-річного тюремного ув'язнення, було піднесено до рангу кардинала). Прусський уряд відповідав припиненням усіх видатків на католицьку церкву з коштів державної скарбниці та новими законами про управління церковним майном і дієцезіями (1875–1876). Цим Культуркампф досяг кульмінаційної точки.
Партія Центру посилилася (1871 — 63 депутатами в Рейхстагу і 724 000 голосів, 1874 — 91 депутатами та 1 445 000 голосів) і утворила сильну опозиційну партію, що в союзі з іншими становила досить небезпечну силу; консервативна партія також була незадоволена. Для боротьби з соціал-демократією та вжиття інших заходів були потрібні голоси центру — і уряд пішов потроху на поступки. Фалька усунули, і його місце зайняли прихильні до духовенства спершу (1879) Путкаммер, потім (1881) Госслер. Значну частину травневих законів було скасовано; в 1891 р. католицькій церкві навіть повернули заборговані їй 16 млн марок, що накопичилися з 1875 р.
На території Польщі культуркампф був пов'язаний із загостренням германізації (здебільшого після 1878). Це призвело до істотного зміцнення польського національного руху (див. також католицька церква у житті Польщі).